# 소마 쿠카이
소마 쿠카이(일본어: 相馬 空海)/소마는 캐릭캐릭 체인지의 소년 캐릭터이다.

## 소개
활발하고 누구든지 도움을 주려고 하는 재미있는 J체어. 축구를 좋아하지만 다양한 자신에 도전하고 싶어 한다.

## 캐릭터 변신
스카이 잭
다이치와의 캐릭터 변신.
- 골든 빅토리 슛

축구공과 같은 에너지 구를 계속 내보내는 공격 기술.